# Blapsilon purpureum
Blapsilon purpureum är en skalbaggsart som beskrevs av Fauvel 1906. Blapsilon purpureum ingår i släktet Blapsilon och familjen långhorningar. Inga underarter finns listade.